# 手のり魔王
『手のり魔王』（てのりまおう）は、柚月もなかによる日本の漫画。2007年から2010年まで『まんがタイムジャンボ』（芳文社）に不定期で掲載され、2010年に単行本化された。

## 作品について
作者本人によれば「大変アホなマンガ」なので終始楽しく書けた作品だという。本作は1つ1つに題名の付けられた4コマ漫画が並べられることで成り立っており、これらを最初から連続して読ませることで全体として『手のり魔王』という1つの漫画作品になるようになっている。『まんがタイムジャンボ』に掲載された時も1度に数作の4コマ漫画作品が一気に掲載された。なお、同誌に本作が掲載されたのは2007年4-5月号、7-8月号、11月号、2008年2-3月号、6-7月号、10-11月号、2009年1-2月号、4月号、7-9月号、12月号、2010年2月号の計19回である（初回から2008年3月号まではゲスト掲載）。

## あらすじ
地球征服を目論んで宇宙船に乗って地球へ来た魔王だったが、その魔王にとって地球は規模が大きく地球人の手の上に乗ってしまう、あまつさえ4歳の女児にですら簡単に持ち運ばれてしまうほどの体格差があった。日本の雪が降ることもある地域に降り立った魔王はこの状況にすぐ帰還を決意するも4歳の女児（美由）の運転する三輪車の後輪に宇宙船が潰されて帰る手段を失ってしまった。それと同時に手下への連絡手段も宇宙船が破壊されたことで失われた。魔王は美由を怒鳴りつけるも「かわいー」と言われる始末で、結局美由に家に持ち帰られた。魔王には羽根があるが地球の引力が強いために飛んで帰ることもできず、以降魔王はネコに襲われたり、自分にはサイズが大き過ぎる物に苦労しつつも美由お気に入りの動いて話す人形としてそこで暮すようになった。その後も地球征服を目指すが魔王による地球征服は全く前進しなかった。

## 主要登場人物
魔王
年齢不詳の女性で常に「魔王」と名乗っているため本名も不明。美由には「まおちゃ」と呼ばれる一方、その兄には「人形」と呼ばれたりしている。地球人から見るとヒューマノイドの宇宙人だが両手両足の他に1対の翼も持つ。同じく地球人から見ると小人のサイズであり、美由の持っていたドールハウスが体格にぴったり合うサイズであった。どこの星を支配しているのか明記されてはいないが本人が言うには1つの星を支配しており、地球征服を目的にして宇宙船を使って地球に来たが地球人との体格差などが原因で全く目的を果たせないでいる。少なくとも有人での惑星間航行が可能な宇宙船だが、美由の運転する三輪車の後輪に潰される程度のサイズと強度であり、このために魔王は自身の支配する星に帰る手段を失ってしまったことで、地球で暮らさざるをえなくなった。サイズの違いに苦労するも魔王の体は強靭であり、自身の支配する星とは環境の違う地球の環境にこともなく適応できたばかりか、たとえ前述の三輪車にひかれようと地球人に踏み潰されようとネコに噛み付かれようと怪我をしている様子はない。美由にわけてもらったドーナツの味と食感に感動し、以後ドーナツに目が無くなった。ドーナツ欲しさに失敗をすることも。
倉田美由（みゆ）
幼稚園に通う4歳の女児で、家族から溺愛されている。「まおう」と言いにくいなどまだ少し発音がはっきりしていないようで魔王のことを「まおちゃ」と呼んでいる。誤って自身の運転する三輪車で魔王の宇宙船を潰してしまった張本人。「まおちゃ」のことが好きでよく一緒にいるのだが、寝相が悪く「まおちゃ」を蹴り飛ばしたり、不注意で「まおちゃ」を踏んでしまったりする。ただ水に顔を漬けるのが怖いのにもかかわらずプールに落ちた「まおちゃ」を助けたように、魔王のことを大切に思ってはいる。おやつとして兄にもらったドーナツを魔王にも分け与えたことで魔王をドーナツの虜にしてしまった。
美由の兄（名前不明）
作中では美由に「にーちゃ」と呼ばれ同級生には「倉田」と呼ばれているだけで名前が出てこないが、ほぼ全編に登場する人物。17歳。制服を着て学校に通っている。親が仕事の日は美由のために朝に弁当を作るなど、13歳年下の妹を大切にしている。両親の共働きで朝早く出勤して夜遅く帰ってくるので、作中では1度も両親の姿は出てこない。
加藤いづみ
美由とは友達で同じ幼稚園に通っている女児だが少々ませている。ツインテールに結った髪がトレードマーク。美由の隣の家に住んでいて梅吉（うめきち）というネコを飼っている。梅吉は作中で魔王を何度も襲っている。

## 既刊
- 『手のり魔王』芳文社〈まんがタイムコミックス〉、全1巻
  1. 2010年2月6日発売、ISBN 978-4-8322-6820-3